# 羌臣摩河
羌臣摩河（Chang Chenmo River），是印度河支流什約克河的支流，發源於西藏自治區阿里地區日土縣西北角阿克賽欽地區（中印邊界爭議地區，現由中國控制）南部的熊彩崗日山扎嘎爾峰西麓冰川。幹流向西流至應基隆附近進入印度拉達克中央直轄區（印巴邊界爭議地區，現由印度控制），流經基阿姆溫泉後不久，納右側水量較大的支流空朗昌波河。幹流續向西流，經帕木雜爾、鄂洛洛子，最終注入什約克河。